# Chuck Schuldiner
Charles "Chuck" Michael Schuldiner (Long Island, New York, 13. svibnja 1967. – 13. prosinca 2001.), bio je američki glazbenik. 
Najpoznatiji je kao osnivač, pjevač, ritam i glavni gitarist i tekstopisac sastava Death, koji je osnovao 1983. godine pod imenom Mantas. Puno kasnije, 1998., osnovao je sastav Control Denied.
Bio je inovator i začetnik death metal žanra, kao i jedan od najutjecajnijih metal gitarista u povijesti. Njegov sastav Death bio je jedan od prvih heavy metal skupina koji je unio jazz elemente u death metal.

## Životopis

### Mladost
Chuch Schuldiner rođen je 13. svibnja 1967. na Long Islandu, New York. Otac mu je Židov, porijeklom iz Austrije, a majka mu je rođena u Americi. Preobraćeni na judaizam, oba roditelja bila su profesori. Chuck je bio najmlađi od troje djece. Imao je starijeg brata Franka i stariju sestru Bethann. Godine 1968. obitelj mu se seli na Floridu. Schuldiner je počeo svirati s devet godina. Njegov šesnaestogodišnji brat poginuo je u nesreći pa su mu roditelji kupili gitaru, misleći da će mu pomoći u tuzi. Išao je na klasične poduke manje od godinu dana; odustao je od njih jer mu se nisu sviđale.
Zatim su njegovi roditelji vidjeli električnu gitaru na garažnoj rasprodaji i kupili mu je. Chuck je smjesta uzeo instrument. Schuldiner je bio poznat po tome što je vikende provodio u garaži ili sobi svirajući gitaru, ali je bio ograničen svirati tri sata dok je trajala škola. Chucka su inspirirali Iron Maiden, Kiss i Billy Idol, pored drugih. Bio je naročito zainteresiran za metal pokret poznat kao NWOBHM (The New Wave of British Heavy Metal) i spominje grupe tog žanra, pored njegovih omiljenih. Slayer, Possessed i Metallica također su bili utjecaji koje je i sam primijenio u svojoj grupi.
Njegova majka tvrdi da je uživao u svim oblicima glazbe, osim u countryju i rapu. Očigledno je uživao i u jazzu i klasičnoj glazbi. Iako je bio dobar u školi, ona mu je dosadila, pa ju je naposljetku napustio. Kasnije je ipak požalio.
Schuldiner je također bio protiv teških droga. To se odražavalo u raznim intervjuima i nekoliko pjesama (osobito "Living Monstrosity").
Ipak, Schuldiner je bio otvoreni pobornik za rekreativnu i medicinsku primjenu kanabisa.

### Glazbena karijera
Schuldiner je 1983. godine osnovao sastav "Mantas". Godinu kasnije promijenili su ime u Death. U siječnju 1986. Schuldiner se privremeno priključio kanadskom sastavu Slaughtered na gitari. Brzo se vratio da bi nastavio s osnivanjem Deatha. Bilo je nekoliko promjena postava, no ipak je s Chrisom Reifertom izdao prvi album pod nazivom Scream Bloody Gore 1987. Ovaj album naširoko se smatra temeljem Death metala.[nedostaje izvor]
Nastavio je 1988. s albumom Leprosy koji je snimio s prethodnim gitaristom Mantasa Rickom Rozzom, Terryjem Butlerom na bas-gitari i Billom Andrewsom na bubnjevima. Godine 1990. objavljen je album Spiritual Healing, na kojem je gitarist James Murphy zamijenio otpuštenog Rozza.
Nakon Spiritual Healinga Chuck prestaje raditi sa sastavom te je radio samo u studiju i na koncertnim zbivanjima zbog loših odnosa s Deathovim prethodnim gitaristom. Time je Schuldiner zaradio reputaciju perfekcionista na metal sceni. Schuldiner je otpustio i svog menadžera Erica Greifa, ali ga je zaposlio opet prije izdavanja njegovog novog albuma.
Album Human prikazuje kako se sastav okreće prema više tehničkom i progresivnom stilu u kojem je Schuldiner pokazao sve svoje vještine na gitari. Nastavio je tim stilom i na albumima Individual Thought Patterns iz 1993., Symbolic iz 1995. i konačno The sound of Perseverance iz 1998. Schuldiner je svirao gitaru u projektu Voodoocult na albumu Jesus Killing Machine iz 1994. Chuck je raspustio Death kako bi osnovao novi sastav nazvan Control Denied, koji je 1999. izdao album The Fragile Art of Existence.
Schuldiner je bio pozvan da bude jedan od pjevača na Dave Grohl´s 2001. Probot projektu, a pozvao ga je sam David Grohl. Grohl je osnovao kampanju za podizanje sredstva da pomogne Chucku platiti liječničke troškove za tumor na mozgu koji će mu naposljetku uzeti život. Schuldiner je podlegao bolesti prije ostvarivanja suradnje.

### Borba s rakom
U svibnju 1999. Chuck je osjetio bol u višem djelu vrata za što je u početku mislio da je prikliješten živac. Konzultirao se s kiropraktičarom i slijedile su masaže. Bio je u pravu što se tiče prikliještenog živca, nažalost, to je bilo uzrokovano tumorom. Na njegov rođendan 13. svibnja 1999. Chucku je dijagnosticirana vrsta tumora na mozgu koji napada moždane stanice i odmah je upućen na kemoterapiju. U listopadu 1999. Chuckova je obitelj objavila da je tumor uklonjen i da je Chuck na putu za oporavak.
U siječnju 2000. Chuck se podvrgao eksperimentalnoj operaciji mozga nakon što je godinu dana proveo boreći se s gliomom Varolijevog mosta, rijetkom vrstom tumora mozga.  Operacija je bila uspješna, međutim, obitelj Schuldiner se mučila financijski. Operacije je koštala 100.000$, što obitelj Schuldiner nije mogla priuštiti. Provedene su mnoge akcije za prikupljanje sredstva, ukljućujući aukcije i dobrotvornih koncerata, kojima je prikupljen dio novca. Sami metalci i Chuckova obitelj su bili zabrinuti zbog tragičnog ishoda zbog nedostatka novca. 
Schuldiner je nastavio raditi na glazbi s novim sastavom, Control Denied. Nakon dvije godine u svibnju 2001. rak se vratio. Odbijao je operaciju (koju je trebao) zbog nedostatka sredstava. Tisak je objavio poziv za podršku svih, uključujući bivše kolege umjetnike. Jane Schuldiner je poticala sve koji čitaju navode o Chucku i njegovoj bolesti, da uzmu zdravstveno osiguranje, pokazujući frustraciju prema američkom zdravstvenom sustavu. Schuldiner je dobio kemoterapijski lijek da mu pomogne s terapijom. Kao i većina lijekova korištena u tretmanima raka, nuspojave su bile oštre i jako su oslabile Chucka. Krajem listopada i početkom studenog 2001. godine, Chuck dobiva upalu pluća te umire 13. prosinca 2001. godine oko četiri sata ujutro u dobi od trideset i četiri godine.

### Nasljedstvo
Njegova majka Jane Schuldiner upravlja njegovim nasljedstvom. Često je izjavljivala da uživa u njegovoj glazbi. Chuckova sestra Beth čini se vodi snimanja. Beth ima sina Christophera, koji isto svira gitaru i ima sve Chuckove gitare, osim prve, nju čuva njegova majka. Schuldiner se nikada nije ženio, ni imao djecu, ali je imao djevojku Kim nekoliko godina, to mu je bila druga najduža veza.

### Vjera
U intervju u jednom časopisu,kad su ga pitali unosi li sotonizam u glazbu, odgovorio je: "ne nikako,ne nikako. Mislim da je vjera nešto veoma osobno." Unatoč originalnom Death logotipu,kasnije je promijenio obrnuti križ u običan križ.

## Diskografija

### Death
- 1987. Scream Bloody Gore
- 1988. Leprosy
- 1990. Spiritual Healing
- 1991. Human
- 1992. Fate: The Best of Death
- 1993. Individual Thought Patterns
- 1995. Symbolic
- 1998. The Sound of Perseverance
- 2001. Live in L.A.(Death&Raw)
- 2001. Live in Eindhoven

### Control Denied
- 1999. The Fragile Art of Existence

### Projekt Voodoocult
- 1994. Jesus Killing Machine